# Soissons
Soissons är en kommun i departementet Aisne i regionen Hauts-de-France i norra Frankrike. Ortnamnet bevarar minnet av svessionerna, Suessiones, väster om remerna. Staden är biskopssäte.

## Historia
Ursprungligen kallat Noviodunum, erhöll Soissons som suessionernas huvudstad under kejsar Augustus namnet Suessiones eller Augusta Suessionum. I dess närhet besegrades 486 romerske ståthållaren 
Syagrius av Klodvig I.
511 blev Soissons huvudstad i riket Neustrien och innehades efter dess förening med Austrasien av husen Vermandois, Châtillon, Artois m. fl. Med kringliggande område bildande ett grevskap, erhöll det 1131 ett fribrev. Under medeltiden utstod det flera belägringar av normander och inhemska furstar. Det hemföll till Frankrike först 1734.
Under kriget 1814-15 blev Soissons två gånger erövrat av preussarna samt måste även 16 oktober 1870 efter ett hårdnackat försvar öppna sina portar för dem.
Under första världskriget var Soissons 2-13 september 1914 i tyskarnas händer. Under oktober till december samma år och januari 1915 stod heta strider i trakten av Soissons, som bombarderades av tyskarna 28 november och 8 januari samt då fransmännen 13 januari gått tillbaka över Aisne. Under återstoden av januari samt under februari och mars utkämpades åtskilliga artilleridueller i närheten. I slutet av maj återuppblossade striderna och fortsatte, särskilt mellan motståndarnas artilleri, under hela återstoden av 1915 samt i januari till mars, maj och augusti 1916, varefter här var jämförelsevis lugnt till 18 januari 1917, då smärre strider började förekomma. Under mars gjorde fransmännen upprepade framstötar norr och nordöst om denna stad, som 12 och 13 samma månad bombarderades av tyska flygare och 28 av tyskt artilleri.
Under slaget vid Soissons-Reims, 27 maj-13 juni 1918, återtogs Soissons 29 maj av tyskarna (7:e armén, von Boehn), men utrymdes åter 2 augusti samma år efter andra slaget vid Marne, varefter det ånyo besattes av fransmännen (10:e armén, Mangin). En stor del av staden jämte katedralen låg då i ruiner.

## Sevärdheter

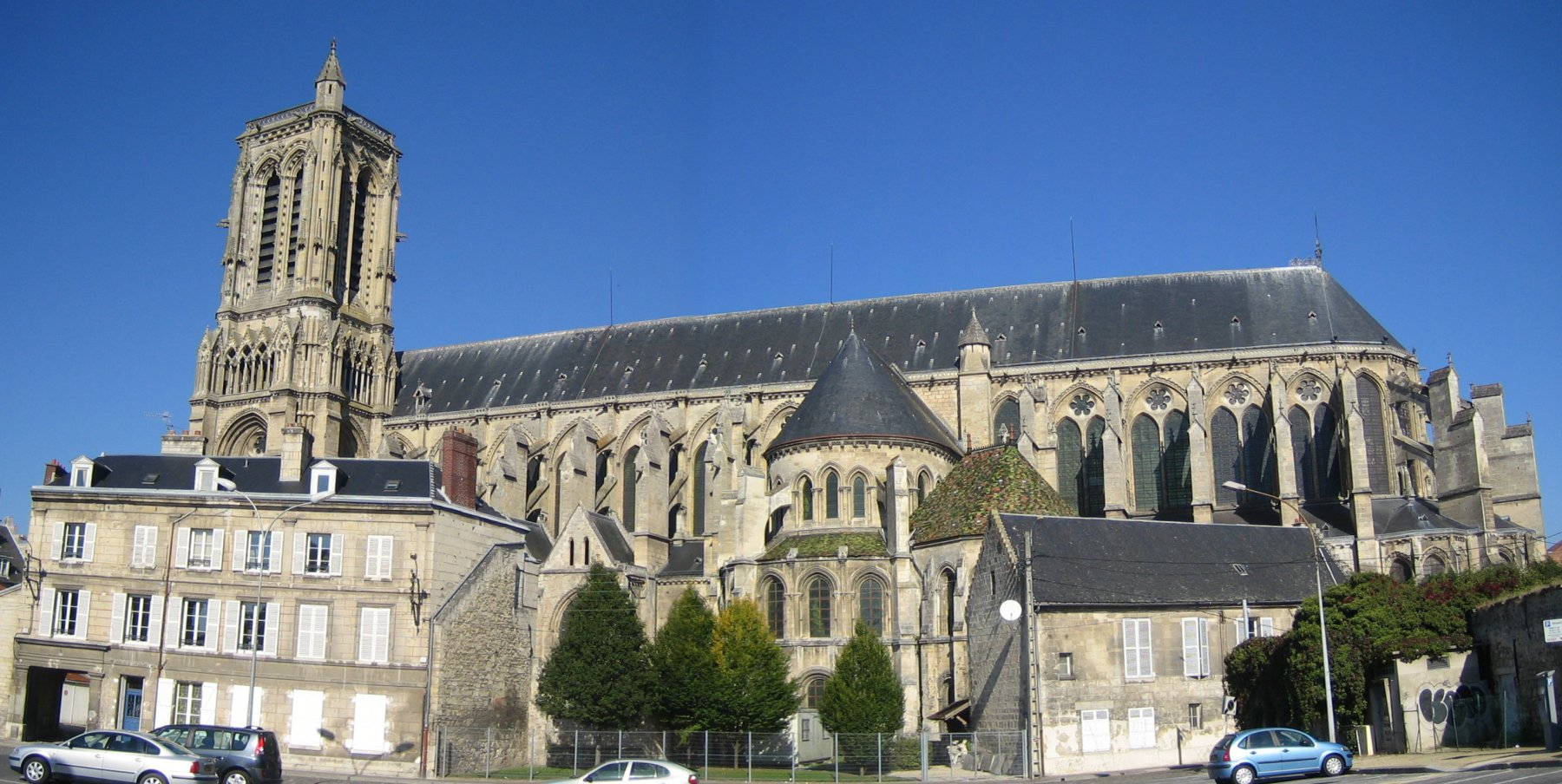
Katedralen i Soissons

Soissons är belägen i en bördig dal vid Aisnes vänstra strand och vid franska nord- och östbanan. Bland märkliga byggnader från medeltiden må nämnas katedralen, fullbordad i slutet av 1200-talet, en av de mest beundrade gotiska kyrkorna i norra Frankrike. Andra sevärdheter är ruinerna av det 1079 grundlagda klostret S:t Jean des Vignes, kyrkan S:t Léger, S:t Médard, där Pippin den lille kröntes och där Ludvig den fromme förrättade sin kyrkobot 
833 på grund av beslutet vid mötet i Compiègne, samt det till kasern förvandlade klostret Notre Dame de Soissons. Lämningar finnas efter en stor romersk teater.
Industrin omfattar ljus- och chokladfabriker, glas- och sockerbruk, bryggerier och järngjuterier. Handeln med säd, mjöl, skidfrukter (i synnerhet bönor), lin, hampa, trä, träkol m. m. har traditionellt varit livlig.

## Demografi
Antalet invånare i kommunen Soissons
| Referens: INSEE |